# Jean-François Lépine
Jean-François Lépine, né le 18 avril 1949 à Montréal, est un journaliste et animateur de télévision canadien, québécois. Il a travaillé pour la Société Radio-Canada de 1971 à 2013. À la fin d'août 2015, il est nommé, pour un mandat de trois ans, « Représentant du Québec en Chine ».

## Biographie
Détenteur d'un baccalauréat de l'Université Laval et d'une maîtrise en sciences politiques de l'Université du Québec à Montréal, il commence sa carrière à la radio de Radio-Canada en 1971. Il devient journaliste et, de 1975 à 1978, animateur de l'émission Présent.
En 1975, il intervient pour aider Denis et Dalila Maschino à s'enfuir au Canada.
De 1978 à 1981, il est correspondant parlementaire à Québec pour la télévision de Radio-Canada. Il devient par la suite correspondant à l'étranger à Pékin (1983-1986), Paris (1986-1988) et Jérusalem (1988-1990). Revenu au Canada, il crée et anime l'émission de journalisme d'enquête Enjeux de 1990 à 1992 et devient animateur de l'émission Le Point de 1992 à 1998.
Il anime par la suite les émissions Zone libre et Une heure sur Terre.
Le 27 mars 2013, peu après l'annulation de Une heure sur Terre, pour cause de restrictions budgétaires, Radio-Canada annonce le départ à la retraite de Jean-François Lépine.
Depuis 2011, il occupe le poste de président de l'Observatoire sur le Moyen-Orient et l'Afrique du Nord de la Chaire Raoul-Dandurand en études stratégiques et diplomatiques.
À la fin d'août 2015, il est nommé, pour un mandat de trois ans, « Représentant du Québec en Chine ».

## Vie privée
Il est, depuis 1989, le conjoint de l'actrice Mireille Deyglun, de qui il a deux enfants, Félix et Sophie Lépine.

## Prix et distinctions
- 1974 : Boursier de l'Institut québécois des relations internationales
- 1986 : Meilleur documentaire d'information décerné par la Communauté des télévisions de langue française pour le documentaire La Chine, dix ans après Mao, diffusé à l'émission Le Point
- 1987 : Gémeaux du meilleur reporter pour une série de reportages intitulée La guerre Iran-Irak
- 1989 : Prix Judith-Jasmin de journalisme
- 1993 : Gémeaux de la meilleure équipe de reportage pour Jérusalem, la ville trois fois sainte, diffusé à l'émission Le Point
- 1999 : Gémeaux du meilleur animateur d'émission de reportage
- 2000 : Prix Judith-Jasmin, catégorie Presse électronique - Reportage long
- 2001 : Gémeaux de la meilleure animation, émission ou série d'information
- 2012 : Prix Raymond-Charette[6]
- 2012 : Officier de l'Ordre du Canada
- 2013 : Lauréat honoraire, Médailles de la paix des YMCA du Québec